# Der Tisch (Stillleben mit Kaninchen)
Der Tisch (Stillleben mit Kaninchen), gleichbedeutender Originaltitel auf Französisch: La table (Nature morte au lapin), ist ein Gemälde aus dem Frühwerk von Joan Miró, das er 1920 in Katalonien kurz vor seiner Übersiedlung nach Paris malte.

## Hintergrund
Nach einem ersten Parisaufenthalt im März 1920, bei dem er sich mit Pablo Picasso anfreundete, malte Miró im darauffolgenden Sommer in Montroig nach mehreren Landschaftsbildern und dem Akt mit Spiegel eine Reihe von Stillleben wie Der Schuh auf dem Tisch, Das Weizenkorn, Die Karbidlampe und Der Tisch (Stillleben mit Kaninchen), „wobei die auf der Leinwand abgebildete Oberfläche sowie alle darauf stehenden Gegenstände ohne Tiefe dargestellt und auf diese Weise das gesamte Bild in eine zusammenhängende, dekorative Fläche verwandelt wurde.“

## Beschreibung
Das Gemälde zeigt auf einem kubistisch gemalten Tisch im Kontrast dazu naturalistisch ausgeführte Tiere wie das Kaninchen, einen Hahn und einen Fisch sowie Paprika, Zwiebel und Weinblätter.  Dabei wirken Kaninchen und Huhn wie lebendig, obwohl sie sicherlich zum Essen gedacht waren. Die nach vorn zu kippen scheinende Tischplatte  erscheint fast bildflächenparallel, fast in Aufsicht. Beim Stillleben mit Kaninchen ist die Farbe bewusst der Zeichnung geopfert, schrieb Jacques Dupin in seiner Miró-Biografie. In Der Tisch (Stillleben mit Kaninchen) und im nachfolgenden Werk Der Bauernhof (1921) schuf Miró eine Komposition, die als Würdigung des einfachen bäuerlichen Landlebens erscheint.

## Provenienz
Erworben in der Pariser Galerie Pierre Loeb, gelangte das Gemälde in die Zürcher Sammlung Gustav Zumsteg. An der Auktion dieser Sammlung bei Christie’s am 26. Juni 1995 wurde es für 4,73 Mio. Pfund vom Zürcher Kunsthändler Bruno Meissner erworben. Heute befindet es sich im Privatbesitz.